# James Domengeaux

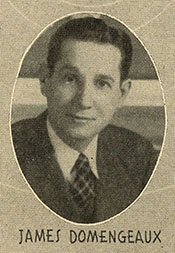
James Domengeaux

James R. Domengeaux (* 6. Januar 1907 in Lafayette, Louisiana; † 11. April 1988 ebenda) war ein US-amerikanischer Politiker (Demokratische Partei).

## Leben
Domengeaux war ein angesehener Rechtsanwalt. Zwischen Januar 1941 und April 1944 vertrat er den Bundesstaat Louisiana erstmals im US-Repräsentantenhaus; zuvor war er Abgeordneter im Parlament dieses Staates gewesen. Er legte sein Mandat im Kongress nieder, um der US Army beizutreten, wurde aber aus gesundheitlichen Gründen noch im selben Jahr wieder ausgemustert und kehrte in die Politik zurück. Von November 1944 bis Januar 1949 saß er wieder im Repräsentantenhaus, ehe er erfolglos für den US-Senat kandidierte.
Im Jahr 1968 gründete er den Council for the Development of French in Louisiana (CODOFIL). Die Wiederbelebung der französischen Sprache in Louisiana blieb bis zu seinem Tod sein wichtigstes Anliegen.